# محمد داوود ناصری سادات
محمد داوود ناصری سادات (زاده ۱۳۴۸ ولسوالی کجران دایکندی) سیاستمدار و سناتور دوره پانزدهم شورای ملی افغانستان و نماینده مردم ولایت دایکندی در دوره شانزدهم مجلس نمایندگان است. وی در مجلس شانزدهم نمایندگان افغانستان عضو کمیسیون عرایض و سمع شکایات می‌باشد.

## زندگی‌نامه
محمد داوود ناصری سادات زاده ۱۳۴۸ از ولسوالی کجران ولایت دایکندی می‌باشد. ایشان دارای مدرک لیسانس در رشته حقوق و علوم سیاسی دارد.

## دیگر فعالیت‌ها
دیگر فعالیت‌های ایشان:
- سناتور در دوره پانزدهم شورای ملی.